# Robert Waterschootstadion
Het Robert Waterschootstadion is een voetbalcomplex in de Belgische stad Sint-Niklaas. Het ligt in het oosten van de stad, nabij het recreatiepark De Ster. Tot 2002 speelde KFC Red Star Haasdonk in dit stadion. Na de verhuizing van de club, inmiddels omgedoopt naar KV Red Star Waasland, naar het Puyenbekestadion werden de terreinen nog tot 2009 gebruikt voor de nationale jeugd- en beloftenploegen.
Het telt 3 terreinen, het hoofdterrein (A), het B-terrein ("in den bos"), en het C-terrein.
Op het A-terrein staat er een kleine staantribune, en een zittribune met ongeveer 300 zitjes. De totale capacteit is ongeveer 1500 toeschouwers.
Van 2009 tot 2020 heeft SK Gerda Sint-Niklaas dit stadion gebruikt als thuisbasis.